# Werner Amberg
Werner Amberg (* 18. April 1929 in Wallendorf; † 30. September 2014) war ein deutscher Politiker (SPD) und von 1987 bis 1989 Mitglied des Europäischen Parlaments.

## Politik
Amberg rückte am 13. Februar 1987 für den ausgeschiedenen Abgeordneten Fritz Gautier in das Europäische Parlament nach. Er war Mitglied der Sozialistischen Fraktion sowie des Petitionsausschusses und des Ausschusses für Regionalpolitik und Raumordnung. Nach der Europawahl 1989 schied er aus dem Parlament aus.